# Frank Bornemann
Frank Bornemann (Hannover, 27 aprile 1945) è un chitarrista tedesco noto come membro della band rock progressivo Eloy.

## Biografia
Attivo come musicista fin dai primi anni 1960, ha fondato la band di rock progressivo Eloy nel 1969, gruppo che poi decise di sciogliere. su richiesta di molti fan, nel 1997, ricostituì la band. Questo ha rappresentato una sfida logistica per i membri della band (tra cui il bassista Klaus-Peter Matziol che lavora a tempo pieno come amministratore delegato dell'agenzia di concerti Peter Rieger) che sono impegnati e vivono sparsi in tutta la Germania. 
Non è quindi più la stessa band di prima, quando i membri della band vivevano ad Hannover o nei dintorni e potevano incontrarsi più volte alla settimana per provare. 